# Chien-de-la-lune
Chien-de-la-lune est un roman de science-fiction d'Erik L'Homme. Il s'agit du premier tome de la trilogie Les Maîtres des brisants. Il a été publié par Gallimard, le 4 mars 2003.

## Résumé
Dans le système stellaire de Drasill, dernier système stellaire viable de la Galaxie d'Eridan, deux puissances se font face: l'Empire Comtal de Nifhell, dirigé par les Généraux-Comtes, puissance dominante du système; et le Khanat de Muspell, seconde puissance du système, dirigée par le Khan Atli Blodox.
Tout commence à cause du contrôle de la Planète Morte, planète centrale d'un système de transport immédiat entre toutes les planètes et lieux du système de Drasill (les Chemins Blancs) et donc grand point stratégique. Depuis 150 ans, Nifhell contrôle la Planète Morte, tout en permettant à tous les vaisseaux de circuler librement. Mais le Khan veut remettre en cause cet état de fait et envoie une puissante flotte de guerre sous le commandement de son mystérieux génie stratégique, connu seulement sous le surnom de "La Pieuvre", s'emparer de la Planète Morte, dont la garnison est sous les ordres du Commandant Brinx Vobranx, qui a juste le temps de prévenir l'Empire de l'offensive.
Les neuf Généraux-Comtes, dirigeant la destinée de l'Empire Comtal, décident d'envoyer leur plus fin stratège : Vrânken de Xaintrailles, surnommé Chien-de-la-Lune du fait de son habitude d'affronter les Brisants (ce qui signifie qu'il est capable de s'aventurer dans l'espace interplanétaire sans utiliser les Chemins Blancs) et de son blason personnel: un chien montrant les crocs dans un croissant de lune. Le problème est de comprendre le sens de l'attaque. 
Puisque la tradition veut que les jeunes à 13 ans fassent un stage de 3 ans, trois stagiaires se retrouvent bien malgré eux affecté sur le Rongeur d'Os, le vaisseau-amiral de Chien-de-la-Lune:
- Mörgane, une jeune orpheline, se verra arraché à l'ordre des devineresse Frä Daüda, pour rejoindre l'équipage en tant que stagiaire de la devineresse de bord.
- Xâvier Augentyr, fils d'un Général-Comte, sera affecté personnellement au capitaine de vaisseau.
- Mârk Glabar, issu des milieux pauvres de la planète, sera mis en stage à la cuisine.

Après avoir traversé la moitié du système et défendu tant bien que mal la Planète morte, Vrânken et l'équipage se rendent compte qu'il n'y a que des vieux vaisseaux ennemis; mais ils n'y font pas très attention, trop enivrés par leur victoire. C'est alors que Vrânken reçoit un appel prioritaire de Nifhell lui demandant de revenir de toute urgence : une seconde flotte du Khanat de Muspell, constituée des vaisseaux récents et lancée par le Khan, commence l'invasion de la capitale impériale.
Alors que les impériaux s'apprêtent à rentrer via les Chemins Blancs, ces derniers disparaissent : les survivants ennemis ont réussi à les faire sauter. S'il est toujours possible d'affronter l'espace interplanétaire — surnommé les "Brisants" en raison de sa dangerosité — sans avoir recours aux Chemins Blancs, le voyage prendrait des années, voire des décennies. Ils sont coincés...